# Löbejüner Porphyr

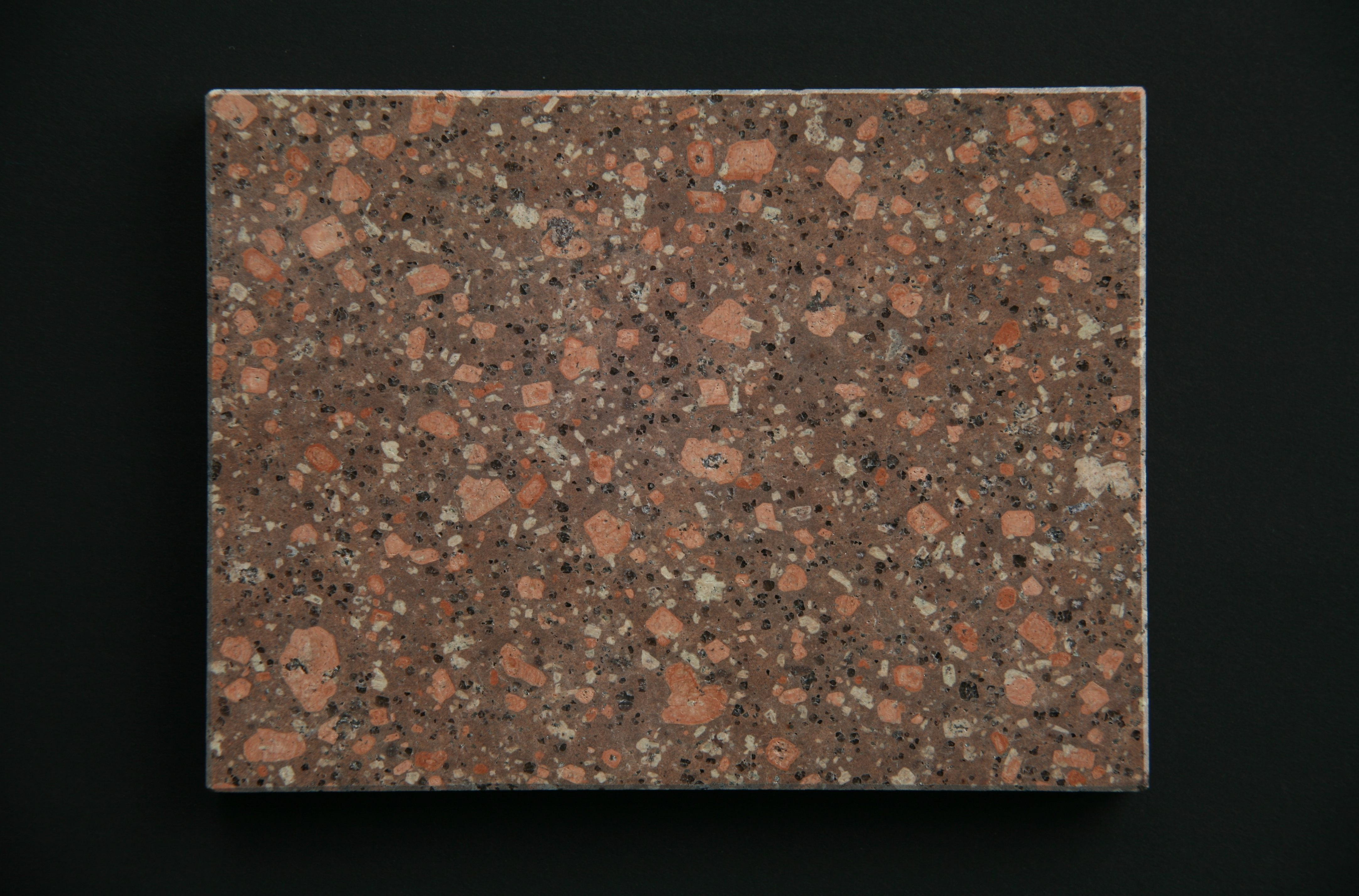
In Form gesägtes Handstück aus Löbejüner Porphyr mit polierter Oberfläche.

Der Löbejüner Porphyr, auch Löbejüner Rhyolith, ist ein felsischer Vulkanit von rötlicher Farbe (exakte petrographische Bezeichnung: Alkalifeldspat-Rhyolith) und ein wirtschaftlich bedeutender Naturwerkstein.

## Vorkommen
Das Gesteinsvorkommen des Löbejüner Porphyrs beißt in der Umgebung von Löbejün, ca. 10 km nördlich von Halle (Saale) in Sachsen-Anhalt auf etwa 5 km² aus. Unterhalb der überwiegend känozoischen Deckschichten zieht sich der Löbejüner Porphyrkörper bis kurz vor Halle; seine Nord-Süd-Ausdehnung beträgt ca. 10 km, seine Ost-West-Ausdehnung 5 km. Er erreicht Mächtigkeiten von mehr als 800 Metern, das Gesamtvolumen beträgt mehr als 60 km³.
Regionalgeologisch ist der Löbejüner Porphyr Teil des in einem Gebiet von insgesamt 500 km² fleckenhaft ausbeißenden Halleschen Vulkanischen Komplexes im Nordosten der Saale-Senke, der wiederum nur einer von vielen ähnlich alten Rhyolithkomplexen in Mitteleuropa (z. B. südöstlicher Thüringer Wald, Donnersberg) ist.
Der Löbejüner Porphyr entstand subvulkanisch in Form eines Lakkolithes an der Grenze Stefanium-Rotliegend vor ca. 298 Mio. Jahren, wobei die Platznahme in Schichten der Siebigerode-Formation (Stefanium C) erfolgte.

## Eigenschaften
Der Löbejüner Porphyr ist ein vulkanisches Gestein. Namensgebend ist, neben seiner Herkunft, sein typisches porphyrisches Gefüge: In einer feinkristallinen, rötlichen Grundmasse (Anteil ca. 66 %) finden sich richtungslos-körnig verteilte größere Mineralkörner (Einsprenglinge) aus rosafarbenen und hellgrauen, bis 30 mm großen Feldspäten (Plagioklas, Orthoklas) und grauen Quarzen. Da die Einsprenglinge im Vergleich zu anderen porphyrischen Rhyolithen relativ groß sind, spricht man beim Löbejüner Porphyr auch von einem „Großporphyr“. Die Einsprenglinge bildeten sich bereits in der Magmakammer vor dem endgültigen Aufstieg der Schmelze und der Bildung des Lakkoliths. Die rötliche Farbe des Gesteins resultiert aus akzessorischen Beimengungen von Hämatit und Magnetit in der feinkörnigen Grundmasse.
Die chemische Zusammensetzung des Löbejüner Porphyres ist, wie die aller Rhyolithe, der von Graniten sehr ähnlich. Das Gestein besteht aus folgenden Hauptgemengteilen: ca. 72 % SiO2, ca. 13 % Al2O3, ca. 6 % K2O, ca. 3 % Na2O.
Löbejüner Porphyr ist ein verwitterungsbeständiges Hartgestein. Es weist Druckfestigkeiten von bis zu 180 MPa auf. Da er überwiegend aus relativ harten Silikatmineralen besteht, ist er säurebeständig und eine Politur kann als unbeschränkt haltbar angesehen werden. Eine geringe Porosität macht ihn hochgradig frostresistent. Die mittlere Rohdichte des Gesteins liegt bei 2,63 g/cm³.

## Verwendung

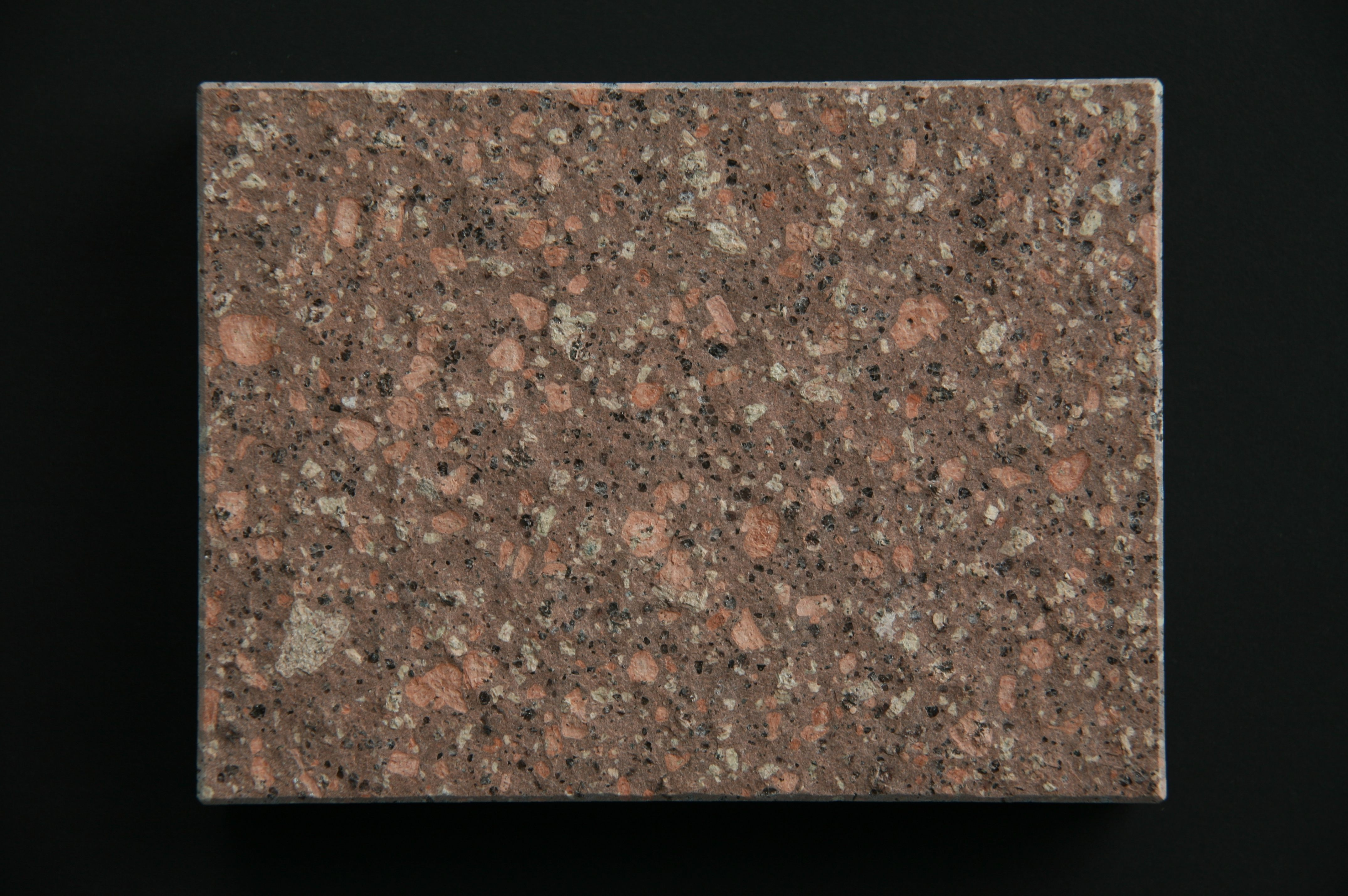
In Form gesägtes Handstück aus Löbejüner Porphyr mit geflammter Oberfläche

Löbejüner Porphyr wird seit fast 500 Jahren in der Umgebung der Stadt Halle zur Fassadengestaltung, als Bruch- und Mauerstein sowie zum Pflastern von Straßen und Plätzen eingesetzt. Aufgrund der guten mechanischen Kennwerte sowie seiner Mikrogefügeeigenschaften weisen zahlreiche mit Löbejüner Porphyr gepflasterte Straßen trotz höchster Belastung nach über 100 Jahren noch immer eine ausgezeichnete Qualität auf. Beim Einsatz als Naturwerkstein ist Löbejüner Quarzporphyr Graniten ebenbürtig, wenn nicht sogar aufgrund der geringen Korngrößen und damit engeren Kornverzahnung überlegen. Alle gängigen Oberflächenbehandlungen von Naturwerksteinen (spaltrauh, geflammt, gestockt, bossiert, gesägt, poliert) sind möglich. 
Daraus ergeben sich folgende Einsatzbereiche:
- Fensterbänke, Boden- und Fassadenplatten im Innen- und Außenbereich
- Quader
- Material für figürliche Bildhauerarbeiten, Grabsteine, Skulpturen, Brunnenanlagen
- Schichtmauerwerk in regelmäßiger und unregelmäßiger Form
- Wasserbausteine
- Pflaster- und Bordsteine in verschiedenen Formaten, Mosaiksteine
- Schwergewichtsmauern

Daneben wird Löbejüner Porphyr auch in Form von Gesteinskörnungen für weniger edle Zwecke genutzt, unter anderem als Rohstoff für Asphaltmischanlagen und Betonwerke sowie für weitere Verwendungen im Straßen-, Tief-, Wasser- und Gleisbau.

## Gewinnung

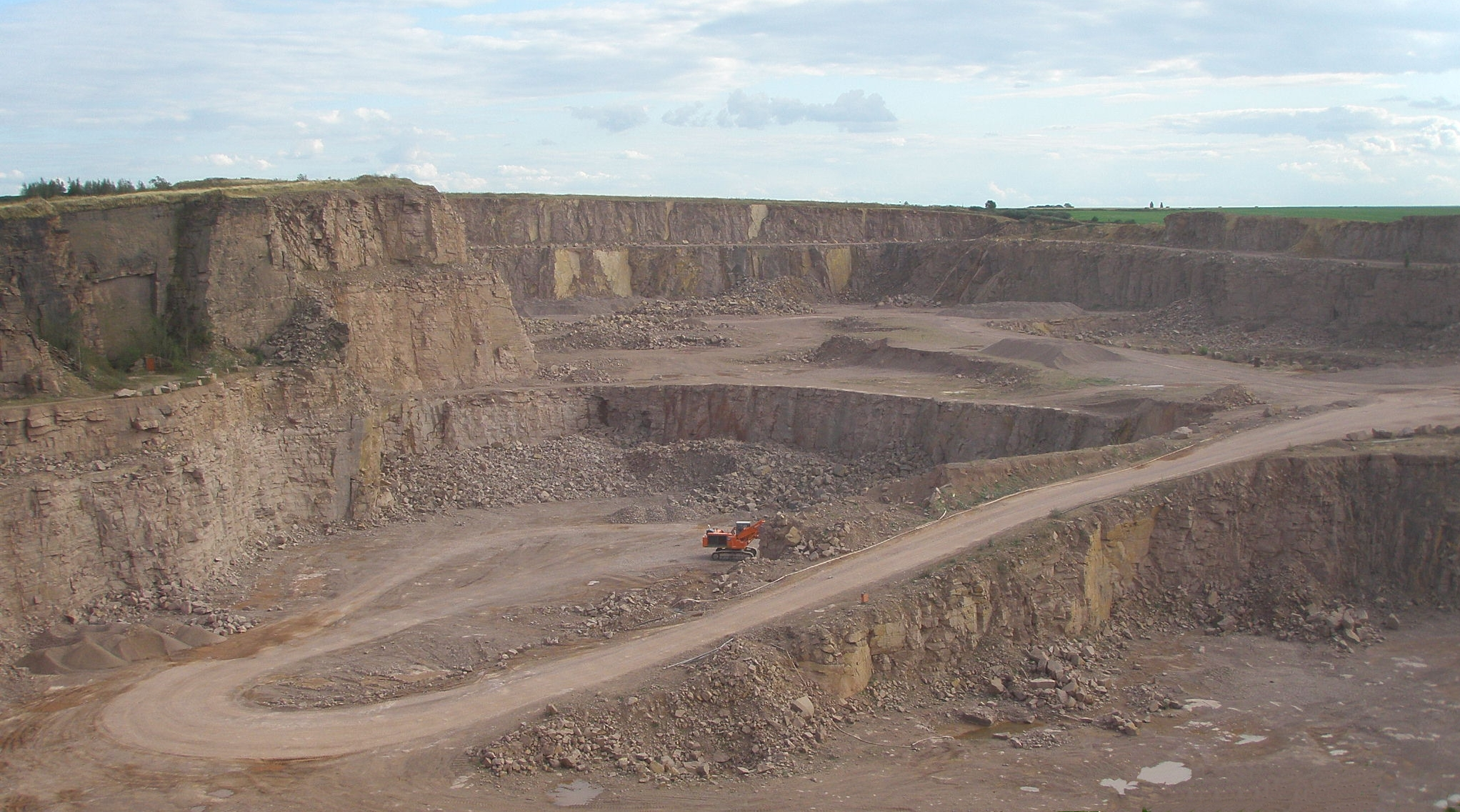
Blick in den Porphyrsteinbruch Löbejün

Die erste urkundliche Erwähnung der Gewinnung Löbejüner Porphyrs stammt aus dem Jahre 1518. Seit 1992 wird Löbejüner Porphyr in einem industriellen Großsteinbruch unmittelbar westlich von Löbejün abgebaut. Die Rohblöcke werden durch Sprengung mit hochbrisanten, modernen Sprengstoffen gewonnen, wobei die Sprengladung dazu in Großbohrungen eingebracht wird. Mit Tagebaugroßgeräten werden die Blöcke dann geladen und zur weiteren Zerkleinerung mittels Kegelbrechern transportiert.
Die schonendere Werksteingewinnung durch hydraulische Spaltung oder Sprengung mittels Schwarzpulver konzentriert sich auf einen separaten Teil des Gesamtabbauareals.

## Beispiele für verbauten Löbejüner Porphyr
- Säulen im Magdeburger Dom

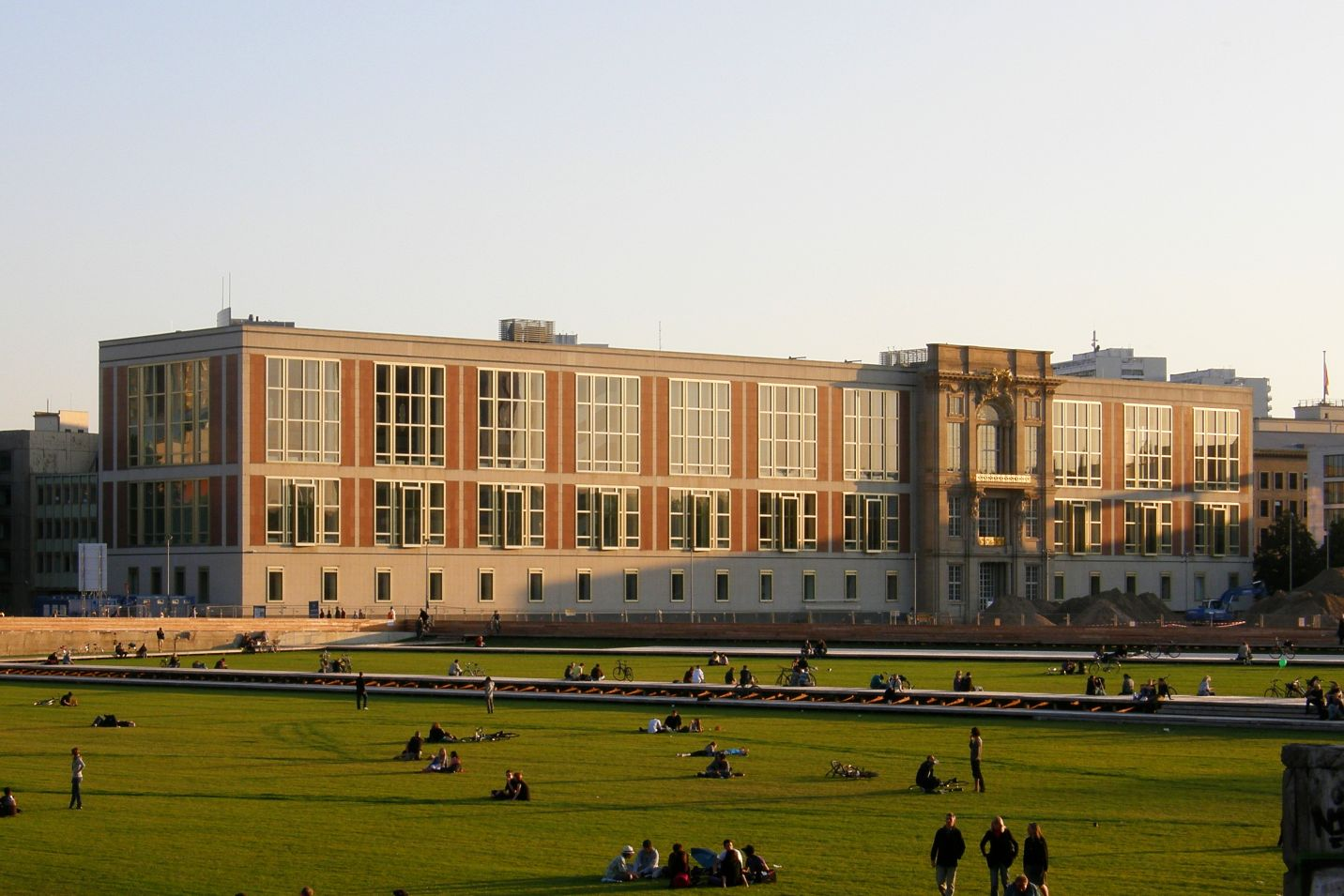
Die senkrechten roten Elemente in der Fassade des Staatsratsgebäudes in Berlin bestehen aus Löbejüner Porphyr.

- Treppenanlage im Innenhof der Wartburg
- Alle vier Portale des Rennsteigtunnels
- Senkrechte Gliederungselemente des Staatsratsgebäudes
- Eingangsportal Slomanhaus in Hamburg
- Schlossplatz Bad Arolsen
- Bismarckturm in Spremberg (Liste der Baudenkmale in Spremberg)
- Brückenverkleidungen zwischen Halle (S.) und Könnern auf der Bundesautobahn 14
- Skulpturen und Fassade Kurt-Wabbel-Stadion in Halle
- Portal des Leopoldina-Gebäudes in Halle
- Gebäudefassaden am Weinbergcampus der Martin-Luther-Universität Halle-Wittenberg
- Fassade des  Zentrums für Europäische Wirtschaftsforschung, Mannheim